# ブルーグラウンド
ブルーグラウンドは鉱業の用語で、主にダイヤモンドの鉱床であるキンバーライト（岩石名）が酸化されていない土壌のことを言う。酸化していないキンバーライトが青く見えることから、こう呼ばれる。
ダイヤモンドは、ほとんどがキンバーライトの鉱脈から取れることから、ダイヤモンドの鉱床を探す際には、まずキンバーライトの鉱脈であるブルーグラウンドを探すことから始められる。しかし全てのブルーグラウンドがダイヤモンドを含むわけではない。近代的な探知機を用いた鉱脈探しが行われる以前は、まずキンバーライトが酸化した土壌であるイエローグラウンドを探し、その近くにブルーグラウンドを探し、パイプ状になっているキンバーライトの鉱脈を探していた。
ブルーグラウンドは、南アフリカ共和国のダイヤモンドラッシュの頃までは、その中にダイアモンドがあることが知られておらず、イエローグラウンドのみでダイアモンド探しが行われていた。